# Boginki
As Boginki (do polonês "Deusas pequenas"; singular: boginka) são espíritos na mitologia polonesa. Tradicionalmente, reuniões de bruxa de mulheres idosas executariam sacrifícios e rituais para as ninfas das margens de rio. De Boginki foi dito roubar bebês de seus pais humanos que foram substituídos por Odmience – Os Modificados. Destes espíritos é dito ser as de  idades originais da vida e preceder os deuses celestes. Também parecem ser os precursores dos Rusalki.